# Carina Vogt
Carina Vogt, née le 5 février 1992 à Schwäbisch Gmünd, est une sauteuse à ski allemande.
Elle entre dans l'histoire du saut à ski le 11 février 2014 en devenant la toute première championne olympique de saut à ski aux Jeux olympiques de 2014 de Sotchi, devant Daniela Iraschko-Stolz et Coline Mattel. Le 20 février 2015 à Falun (Suède), lors des Championnats du monde de ski nordique 2015, Carina Vogt remporte la médaille d'or. Elle conserve son titre deux ans plus tard à Lahti.

## Biographie
En 2014, son lieu de résidence est la petite ville de Waldstetten (Bade-Wurtemberg). En 2011, elle commence un programme d'entraînement de quatre ans dans la police, tout en bénéficiant d'un soutien financier pour sa pratique sportive.

## Parcours sportif

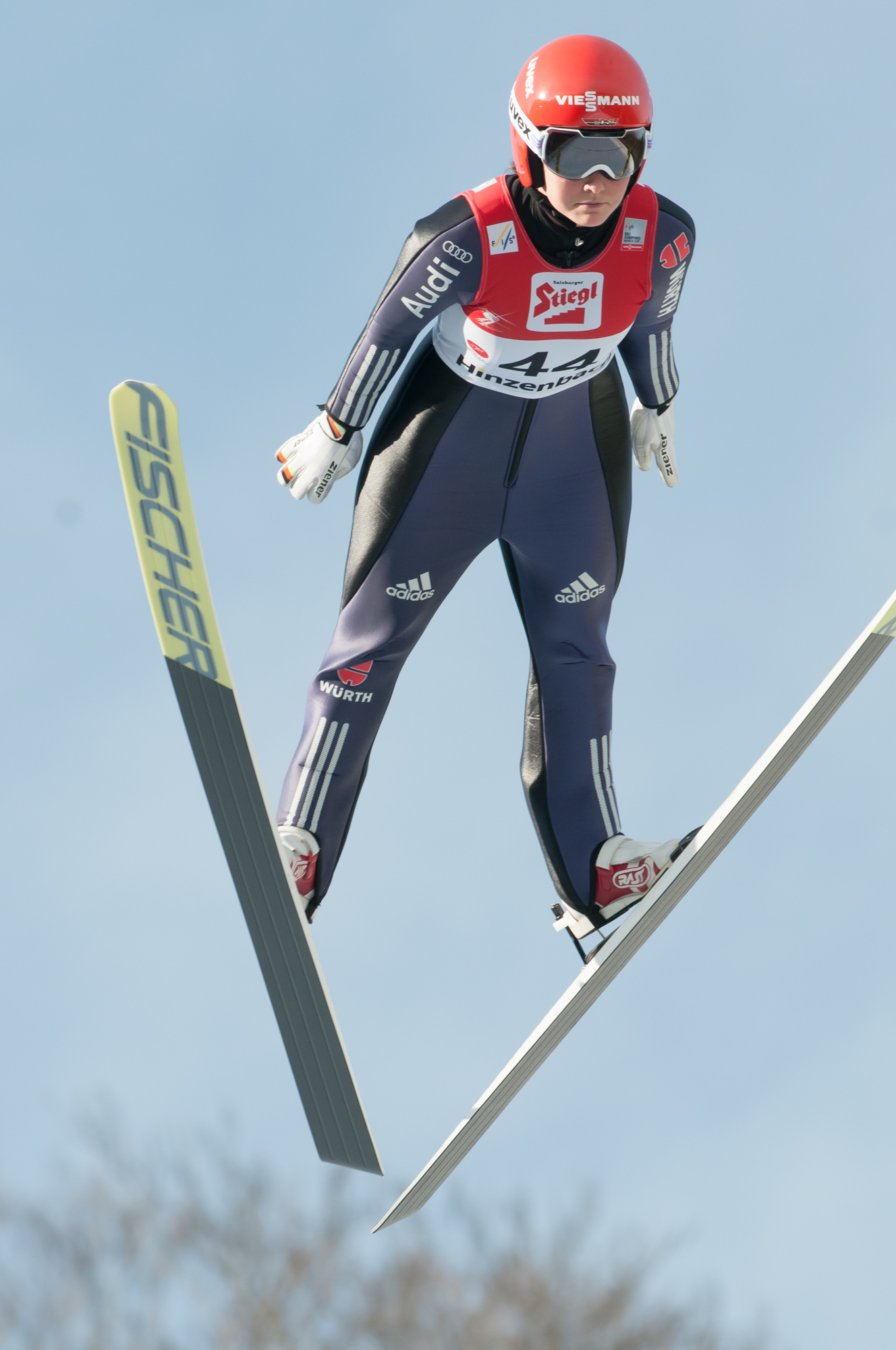
Carina Vogt à Hinzenbach (Autriche) lors de la Coupe du monde de saut à ski en 2016.

Carina Vogt fait ses débuts internationaux en 2006 à Klingenthal en Coupe continentale. Dans cette compétition elle y obtient sa seule victoire en 2010 à Baiersbronn. Ensuite, elle participe à la première édition de la Coupe du monde, avec des débuts le 7 janvier 2012 à Hinterzarten, et obtient comme meilleur résultat une sixième place cet hiver. Lors des Championnats du monde junior 2012 à Erzurum, elle remporte ses premières médailles dans cette compétition dont elle participe depuis 2007, année où elle termine quatrième, avec la médaille de bronze en individuel, derrière Sara Takanashi et Sarah Hendrickson et la médaille d'argent par équipes.
En 2012-2013, son premier podium intervient à Zaō, ce qui lui permet de classer septième du général en fin de saison. Aux Championnats du monde 2013, pour sa première sélection dans un grand rendez-vous, elle tient son rang sur l'individuel avec la cinquième place et gagne la médaille de bronze par équipes mixtes avec Ulrike Grässler, Richard Freitag et Severin Freund.
La saison 2013-2014, voit Vogt monter sur de nouveaux podiums avec trois deuxièmes places notamment, ce qui la place deuxième du classement général en fin de saison derrière l'intouchable Takanashi. Le 11 février 2014, l'Allemande entre dans l'histoire de son sport en devenant la première championne olympique de saut à ski à Sotchi, grâce à un succès surprise un point environ devant Daniela Iraschko-Stolz et deux points devant Coline Mattel.
Le 18 janvier 2015, elle remporte sa première épreuve de Coupe du monde à Zaō disputée sur un seul saut. Elle obtient un deuxième succès à Hinzenbach (Autriche) le 1er février, puis remporte le titre mondial à Falun (Suède), le 20 février, devant Yuki Ito et Daniela Iraschko-Stolz.
En 2016, elle connaît une saison moins riche en résultats, ne comptant aucun podium individuel en Coupe du monde.
En 2017, après un retour sur les podiums en Coupe du monde (3 au total), elle remporte de nouveau le titre mondial individuel devant Yuki Itō, devenant la première à être titrée deux fois. Elle remporte son deuxième sacre aussi au concours par équipes mixtes. Elle est alors à ce point la sauteuse féminime la plus titrée de l'histoire.
Aux Jeux olympiques d'hiver de 2018, elle doit abandonner son titre, prenant la cinquième place. Dans la Coupe du monde, elle reste à un niveau similaire à la saison dernière, ajoutant deux troisièmes places à son palmarès à Lillehammer et Rasnov, pour se classer sixième mondiale.
Aux Championnats du monde 2019, elle contribue au succès des Allemandes sur le premier concours par équipes féminin en mondial en compagnie de Katharina Althaus, Juliane Seyfarth et Ramona Straub. Cela suit ses deux victoires par équipes dans la Coupe du monde à Hinterzarten et au Mont Zaō.
En juillet 2019, elle se blesse au genou (rupture des ligaments croisés) et devient indisponible pour l'hiver de compétition qui suit.

## Palmarès

### Jeux olympiques
| Épreuve / Édition | Sotchi 2014 | Pyeongchang 2018 |
| Individuel        | Or          | 5e               |

### Championnats du monde
| Épreuve / Édition  | Val di Fiemme 2013               | Falun 2015                       | Lahti 2017                       | Seefeld 2019 |
| Individuel         | 5e                               | Or                               | Or                               | 10e          |
| Par équipes mixtes | Bronze                           | Or                               | Or                               |              |
| Par équipes        | Épreuve inexistante à cette date | Épreuve inexistante à cette date | Épreuve inexistante à cette date | Or           |

### Coupe du monde
- Meilleur classement général : 2e en 2014.
- 22 podiums : 2 victoires, 11 deuxièmes places et 9 troisièmes places.
- 2 victoires par équipes.

#### Victoires individuelles
| n° | saison    | date       | tremplin/épreuve     | Lieu                  |
| 1  | 2014-2015 | 18/01/2015 | Yamagata HS 100      | Zaō (Japon)           |
| 2  | 2014-2015 | 01/02/2015 | Aigner-Schanze HS 94 | Hinzenbach (Autriche) |

#### Classements généraux annuels
| Année | Rang |
| 2012  | 27e  |
| 2013  | 7e   |
| 2014  | 2e   |
| 2015  | 3e   |
| 2016  | 11e  |
| 2017  | 5e   |
| 2018  | 6e   |
| 2019  | 9e   |
| 2021  | 32e  |

### Championnats du monde junior
| Épreuve / Édition | Tarvisio 2007                    | Hinterzarten 2010                | Otepää 2011                      | Erzurum 2012 |
| Individuel        | 4e                               | 5e                               | 8e                               | Bronze       |
| Par équipes       | Épreuve inexistante à cette date | Épreuve inexistante à cette date | Épreuve inexistante à cette date | Argent       |

### Grand Prix
- 2e du classement général en 2016.
- 2 podiums individuels.

### Coupe continentale
- Meilleur classement général hivernal : 6e en 2010.
- 4 podiums, dont 1 victoire le 2 janvier 2010 à Baiersbronn.